# Mulseryds distrikt
Mulseryds distrikt är ett distrikt i Jönköpings kommun och Jönköpings län. 
Distriktet ligger i sydvästra delen av kommunen. 

## Tidigare administrativ tillhörighet
Distriktet inrättades 2016 och utgörs av socknen Mulseryd i Jönköpings kommun.
Området motsvarar den omfattning Mulseryds församling hade vid årsskiftet 1999/2000.